# Раднево (Тверская область)
Раднево — деревня в Кашинском городском округе Тверской области России. До 2018 года входила в состав ныне упразднённого Славковского сельского поселения.

## География
Деревня находится в юго-восточной части Тверской области, в зоне хвойно-широколиственных лесов, при автодороге 28Н-0659, на расстоянии примерно 31 километра (по прямой) к западу от города Кашина, административного центра округа. Абсолютная высота — 152 метра над уровнем моря.

### Климат
Климат характеризуется как умеренно континентальный, с морозной снежной зимой и умеренно тёплым влажным летом. Среднегодовая температура воздуха — 3,2 °C. Средняя температура воздуха самого холодного месяца (января) — −10,7 °C, средняя температура самого тёплого (июля) — 17,8 °С. Продолжительность периода активной вегетации растений (выше 10 °C) составляет примерно 131 день. Годовое количество атмосферных осадков составляет в среднем 611 мм, из которых большая часть выпадает в тёплый период. Снежный покров держится в течение 198 дней.

### Часовой пояс
Деревня Раднево, как и вся Тверская область, находится в часовой зоне МСК (московское время). Смещение применяемого времени относительно UTC составляет +3:00.

## Население
| 2010 |
| ---- |
| 33   |

### Национальный состав
Согласно результатам переписи 2002 года, в национальной структуре населения русские составляли 76 % из 49 чел.